# تپه لادگا چشمیدر
تپه لادگا چشمیدر مربوط به دوره اشکانیان است و در شهرستان سروآباد، بخش مرکزی، روستای چشمیدر واقع شده و این اثر در تاریخ ۱۹ مرداد ۱۳۸۴ با شمارهٔ ثبت ۱۲۸۰۴ به‌عنوان یکی از آثار ملی ایران به ثبت رسیده است.